# Pteropus niger
Pteropus niger (крилан маврикійський) — вид рукокрилих, родини криланових.

## Опис
Розмах крил: 80 см. Довжина передпліччя: 14,3–16,5 см. Вага самиць: 380—540 грамів. Це великий крилан з золотисто-коричневою шерстю, яка світліша на обличчі й спині, й темна на мордочці. Як і інші члени Pteropodidae, має великі очі, кігті на першому і другому пальцях, і не має хвоста. Крила відносно довгі й вузькі, добре пристосовані для польотів на великі відстані, щоб шукати їжу під наметом лісу. P. niger, як кажуть, має помітний, характерний запах.

## Поширення
Країни поширення: Маврикій, регіонально вимер у Реюньйоні. Зустрічається в первинних лісах.

## Поведінка
Лаштує сідала на деревах, у великих колоніях, відомих як «табори», числом від дюжини до кількох сотень особин. Хоча деякі можуть харчуватися протягом дня, в більшості живлення відбувається в нічний час. Дієта складається головним чином з фруктів, з додаванням квітів і листя. P. niger плоди видавлює в роті, щоб отримати сік, а м'якуш і насіння, як правило, випльовує. Таким чином P. niger відіграє життєво важливу роль у запиленні й розсіюванні насіння, допомагаючи підтримувати різноманітність рослин у сильно фрагментованому ландшафті Маврикію.
Існує мало інформації про репродукцію виду. Парування, як вважають, відбувається приблизно у квітні, причому більшість пологів відбувається в період з серпня по листопад. Крилани зазвичай народжують одне маля щороку, після періоду вагітності близько 140—192 дні. Самиця носить дитя протягом перших трьох-шести тижнів життя. Молодь досягає статевої зрілості у віці близько 18–24 місяців.

## Загрози й охорона
Виду загрожує втрата місць проживання в вигляді вирубки лісу. На вид також полюють для їжі й спорту, хоча він захищений законом. Вид офіційно захищений у Маврикії з 1993 року, і, як повідомляється, живе в ряді природоохоронних територій, у тому числі англ. Black River Gorges National Park.